# Famiglia Cristiana
Famiglia Cristiana (wł. Rodzina Chrześcijańska) − włoski tygodnik katolicki wydawany przez wydawnictwo Edizioni San Paolo, należące do zgromadzenia paulistów.

## Historia i profil
"Famiglia Cristiana" została założona w Mediolanie w 1931 przez bł. Jakuba Alberione. Właścicielem tytułu jest katolickie wydawnictwo Edizioni San Paolo.